# الرديف
الرّدَيِّف مدينة تقع بغرب ولاية قفصة من الجنوب الغربي التونسي.اشتهرت مدينة الرديف بإنتاج الفسفاط وبجبالها الخلابة بها منطقتان فلاحيتان هما السقدود وتبدّيت، تنتج التمور والأشجار المثمرة والخضروات عدد سكانها 26976 نسمة سنة 2014.
للرديف تاريخ حافل بالاحداث المهمة والملحمية حيث شهدت سنة 2008  أول انتفاضة في تونس ضد نظام الرئيس السابق زين العابين بن علي سقط خلالها عد من الشهداء اولهم الشهيد الحفناوي مغزاوي.
لمدينة الرديف جمعية رياضية اسمها الهلال الرياضي بالرديف تاسست في جوان 1919.
تحتوي الريف على عدة احياء كبيرة مثل حي المغرب العربي وحي سيدي عبد القادر وحي الطرابلسية والحي الأوروبي... كما ان لها عة ارياف مثل الظهيرة والسقدود وتاب الديت الشهيرة بانتاج التمور والزياتين...
شهدت هذه المدينة سنة 2009 فيضانا عنيفا اسفر عن موت عدد من سكانها اختناقا...
تتميز الرديف بمناخ جاف وقاس حيث يكون الشتاء شديد البرودة اما الصيف فمرتفع الحرارة...
تعتبر الرديف ثالث أكبر منتج للفسفاط بالبلاد التونسية بعد المتلوي والمظيلة...
كانت هذه المينة مركزا مهما للاستعماريين حيث لازالت توجد إلى الآن مقبرة باسمهم في حي المغرب العربي...
عرفت مدينة الرديف أول خط سكة حديدية بالجنوب التونسي في تاريخ تونس وذلك سنة 1909 بخط رابط بينها وبين مدينة صفاقس. جُعِل خط السكة الحديد في أول الأمر لنقل الفسفاط عبر القطار إلى موانئ مدينة صفاقس.
يعاني خط السكة اليوم من الإهمال وعدم الاستعمال نتيجة لعدم قيام الدولة التونسية بالإصلاح والترميم اذ تنقل الحمولة على متن شاحنات.

## أعلام
- الأزهر بوعوني
- رودلف لينرت
- سلمى صرصوط
- عدنان حاجي[5] - نائب بمجلس نواب الشعب ونقابي وأحد قيادي حركة إنتفاضة الحوض المنجمي في 2008